# Cupaniopsis strigosa
Cupaniopsis strigosa är en kinesträdsväxtart som beskrevs av F. Adema. Cupaniopsis strigosa ingår i släktet Cupaniopsis och familjen kinesträdsväxter. Inga underarter finns listade i Catalogue of Life.